# 蒸馏酒

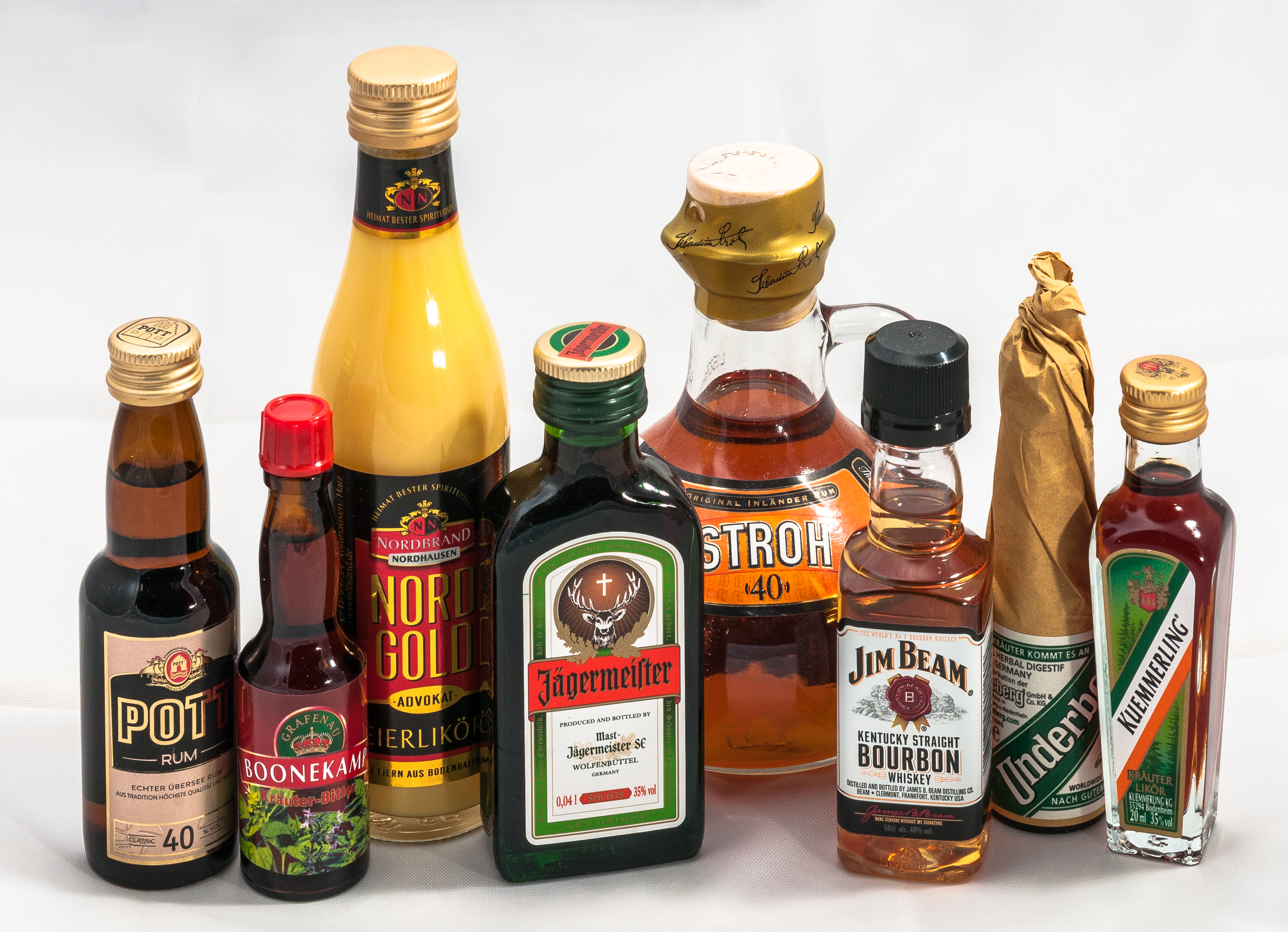
迷你瓶裝的各式蒸餾酒

蒸馏酒是利用穀物、水果或蔬菜在經過酒精發酵後的產物為原料，以蒸餾方式所制造出的酒。蒸餾的過程會淨化液體並除去稀釋酒的成分（例如水），目的是增加其酒精濃度（通常以ABV表示濃度）。
由于製酒发酵过程中产生過浓的乙醇溶液可能會将酵母杀死，无法继续发酵，所以经发酵酿造的酒类含乙醇浓度最高只能达 10%—20%。但酒精的沸点是78.3℃，经加热使温度超过酒精沸点而低於水的沸点，酒精蒸汽逸出，後经冷凝可得到80%—90%以上浓度的乙醇溶液，经勾兑可制造高浓度的烈酒。

## 歷史
蒸馏酒最早出現西元1世紀的亞歷山卓 。

## 基酒
- 东亚烧酒，比如中国白酒（如茅台酒、汾酒、五粮液等）、日本烧酎、朝鲜烧酒（如真露和安东烧酎）和琉球泡盛等。
- 白蘭地（Brandy），水果（葡萄，蘋果，梨等）蒸馏並經橡木桶陳年；
- 琴酒（Gin），穀物或其它原材料蒸餾並在蒸餾過程中使用包含杜松子調味；
- 蘭姆酒（Rum/Rhum），蔗糖糖蜜或是甘蔗蒸馏；
- 特基拉酒（Tequila），事實上屬於龍舌蘭酒的一種，但由於是最典型的龍舌蘭酒，tequila在中文中往往被直接稱為龍舌蘭酒[註 2]；
- 伏特加（Vodka），穀物、糖蜜或是馬鈴薯蒸馏，經樺木炭過濾，無色無味烈酒；
- 威士忌（Whisky/Whiskey），穀物（大麥、玉米、黑麥、小麥等）蒸餾並經橡木桶陈年；

## 外部連結
- （日語）焼酎SQUARE（焼酎スクエア） | 日本蒸留酒酒造組合 （页面存档备份，存于）